# Gary Payton II

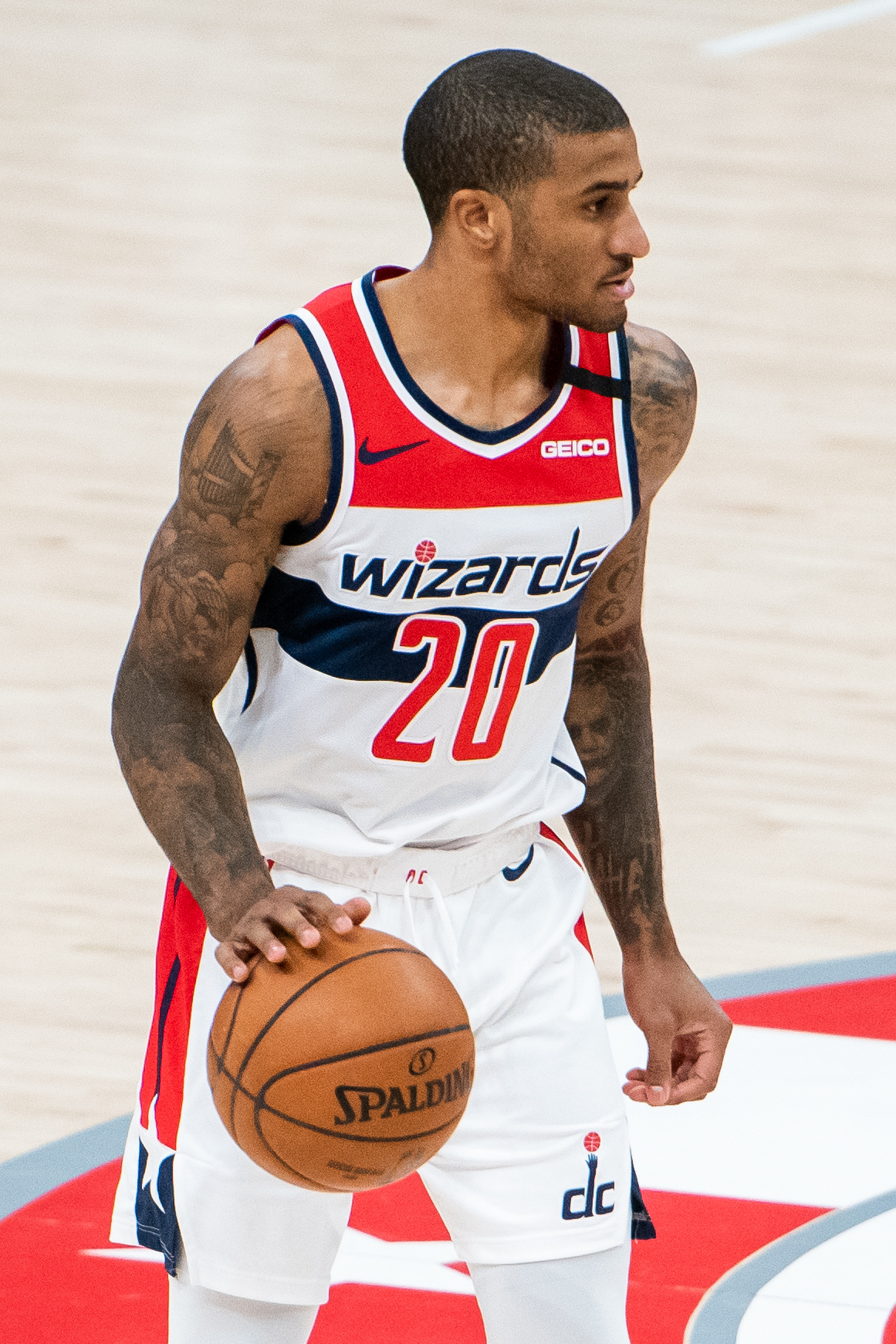
Gary Payton II, 2020.

Gary Dwayne Payton II, född 1 december 1992 i Seattle i Washington, är en amerikansk professionell basketspelare (SG/SF) som spelar för Golden State Warriors i National Basketball Association (NBA). Han har tidigare spelat för Milwaukee Bucks, Los Angeles Lakers, Washington Wizards och Portland Trail Blazers.
Payton var med och vinna NBA-mästerskapet, tillsammans med Golden State Warriors, för säsongen 2021–2022.
Han blev aldrig NBA-draftad.
Innan Payton blev proffs studerade han vid Oregon State University och spelade för deras idrottsförening Oregon State Beavers.
Han är son till Gary Payton.